# 2e cérémonie des Central Ohio Film Critics Association Awards
La 2e cérémonie des Central Ohio Film Critics Association Awards, décernés par la Central Ohio Film Critics Association, a eu lieu le 1er février 2004, et a récompensé les films réalisés l'année précédente.

## Palmarès

### Top 10 des meilleurs films
1. Lost in Translation
2. Le Seigneur des anneaux : Le Retour du roi (The Lord of the Rings: The Return of the King)
3. Mystic River
4. Kill Bill : volume 1 (Kill Bill, Vol. 1)
5. Gerry
6. Le Monde de Nemo (Finding Nemo)
7. House of Sand and Fog
8. The Station Agent
9. Big Fish
10. 21 Grammes (21 Grams)

### Meilleur réalisateur
- Peter Jackson pour Le Seigneur des anneaux : Le Retour du roi (The Lord of the Rings: The Return of the King)
  - Sofia Coppola pour Lost in Translation

### Meilleur acteur
- Sean Penn pour le rôle de Jimmy Markum dans Mystic River
  - Bill Murray pour le rôle de Bob Harris dans Lost in Translation

### Meilleure actrice
- Charlize Theron pour le rôle d'Aileen Wuornos dans Monster
  - Patricia Clarkson pour le rôle d'Olivia Harris dans The Station Agent

### Meilleur acteur dans un second rôle
- Tim Robbins pour le rôle de Dave Boyle dans Mystic River
  - Sean Astin pour le rôle de Sam dans Le Seigneur des anneaux : Le Retour du roi (The Lord of the Rings: The Return of the King)

### Meilleure actrice dans un second rôle
- Marcia Gay Harden pour le rôle de Celeste Boyle dans Mystic River
  - Renée Zellweger pour le rôle de Ruby dans Retour à Cold Mountain (Cold Mountain)

### Meilleur scénario original
- Lost in Translation – Sofia Coppola
  - In America – Jim Sheridan, Naomi Sheridan et Kirsten Sheridan

### Meilleur scénario adapté
- American Splendor – Shari Springer Berman et Robert Pulcini
  - Mystic River – Brian Helgeland
  - Le Seigneur des anneaux : Le Retour du roi (The Lord of the Rings: The Return of the King) – Fran Walsh, Philippa Boyens et Peter Jackson

### Meilleure photographie
- La Jeune Fille à la perle (Girl with a Pearl Earring) – Eduardo Serra
  - Le Seigneur des anneaux : Le Retour du roi (The Lord of the Rings: The Return of the King) – Andrew Lesnie

### Meilleure musique de film
- Kill Bill : vol. 1 – The RZA
  - Mystic River – Clint Eastwood

### Meilleur film en langue étrangère
- La Cité de Dieu (Cidade de Deus) •  Brésil
  - Parle avec elle (Hable con ella) •  Espagne
  - L'Homme du train •  France

### Meilleur film documentaire
- Capturing the Friedmans
  - Spellbound